# 麝袋鼠科
麝袋鼠科（學名：Hypsiprymnodontidae）為袋鼠亞目下的一個科，現存僅有一屬一種，即麝袋鼠，生存於北澳大利亞。在更新世時期及更古老的時代，麝袋鼠科中包含了體型更大的物種，包括屬於澳洲巨型動物群的食肉袋鼠屬。

## 分類
- 麝袋鼠科 Hypsiprymnodontidae[1]
  - 麝袋鼠亞科（英语：Hypsiprymnodontinae） Hypsiprymnodontinae
    - 麝袋鼠屬 Hypsiprymnodon
      - 麝袋鼠 Hypsiprymnodon moschatus
      - †Hypsiprymnodon bartholomaii
      - †Hypsiprymnodon philcreaseri
      - †Hypsiprymnodon dennisi
      - †Hypsiprymnodon karenblackae

  - 食肉袋鼠亞科（英语：Propleopinae） Propleopinae Archer and Flannery, 1985
    - †強齒袋鼠屬 Ekaltadeta
      - †死神強齒袋鼠（英语：Ekaltadeta ima） Ekaltadeta ima
      - †傑氏強齒袋鼠（英语：Ekaltadeta jamiemulvaneyi） Ekaltadeta jamiemulvaneyi

    - †食肉袋鼠屬 Propleopus
      - †Propleopus oscillans
      - †Propleopus chillagoensis
      - †Propleopus wellingtonensis

    - †杰克马霍尼袋鼠属（英语：Jackmahoneyi） Jackmahoneyi
      - †Jackmahoneyi toxoniensis

    - †難躍袋鼠屬（英语：Brachalletes） Brachalletes
      - †Brachalletes palmeri